# Prostatamassage

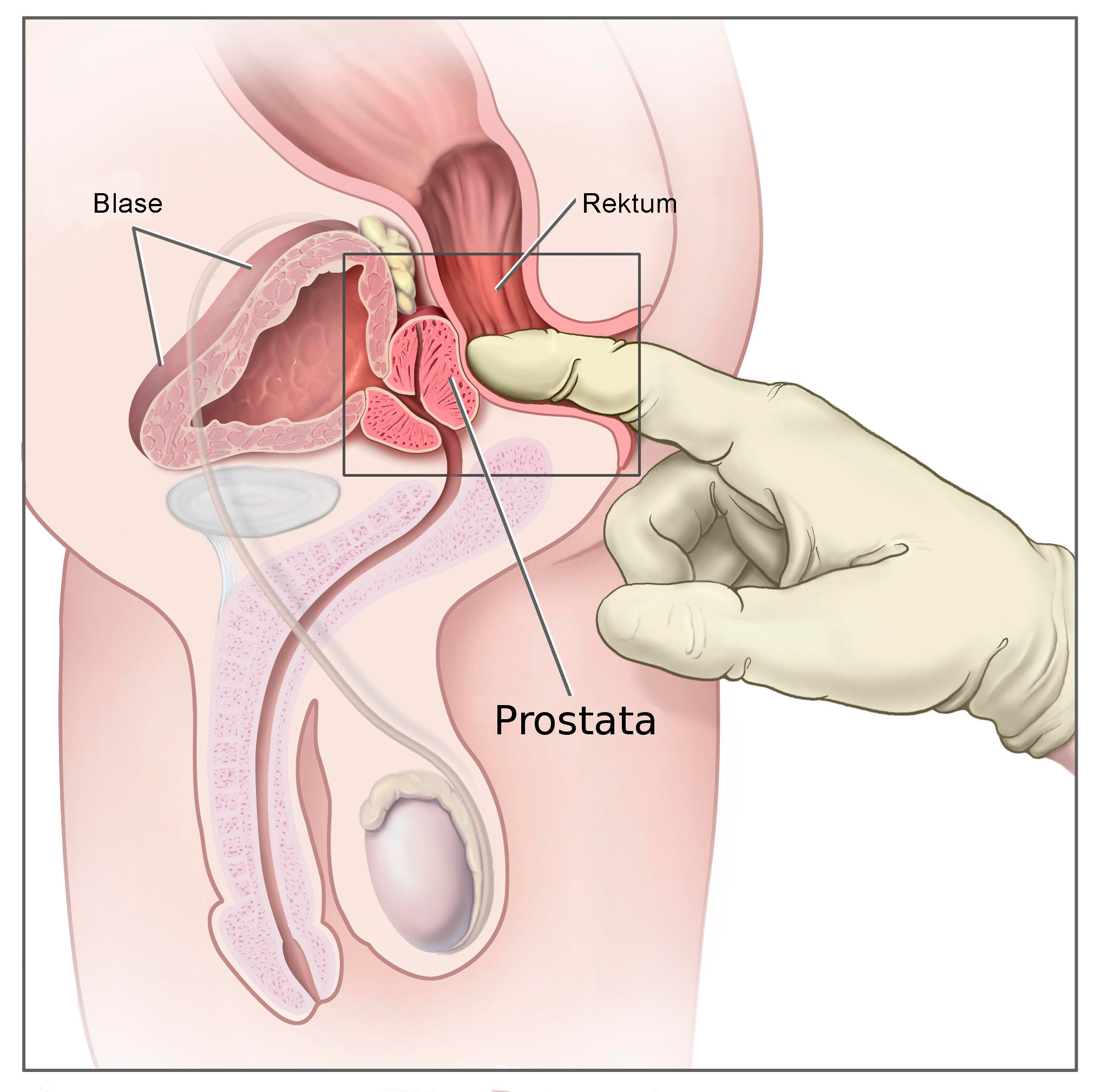
Rektales Ertasten der Prostata

Der Begriff Prostatamassage bezeichnet das gezielte Reizen der Prostata entweder als medizinisch erforderliche Handlung zur Gewinnung von Prostatasekret für die ärztliche Diagnostik, als manuelle Methode zur Spermagewinnung von männlichen Zuchttieren oder beim Menschen als Sexualpraktik zur Stimulation des Mannes. Weitere Begriffe für die Prostatamassage beim Mann sind Prostatastimulation, Prostatadrainage  oder griechische Massage.

## Ausführungsvarianten
Eine Stimulation der Prostata ist in mehreren Kontexten und verschiedenen Ausführungsvarianten möglich:
Eine äußere Massage des Damms (Perineum), des Bereichs zwischen Hodensack und After, bewirkt eine sanfte indirekte Stimulation.
Eine innere, direkte Stimulation erfolgt durch Einführen eines Fingers oder eines zur Stimulation geeigneten Gegenstandes (Butt-Plug) in das Rektum. Bei der Massage mit der Hand gewährleistet die Verwendung eines Einmalhandschuhs, der danach beim Herausziehen des Fingers umgestülpt wird, die erforderliche Hygiene ebenso wie bei einer ärztlichen rektalen Untersuchung.

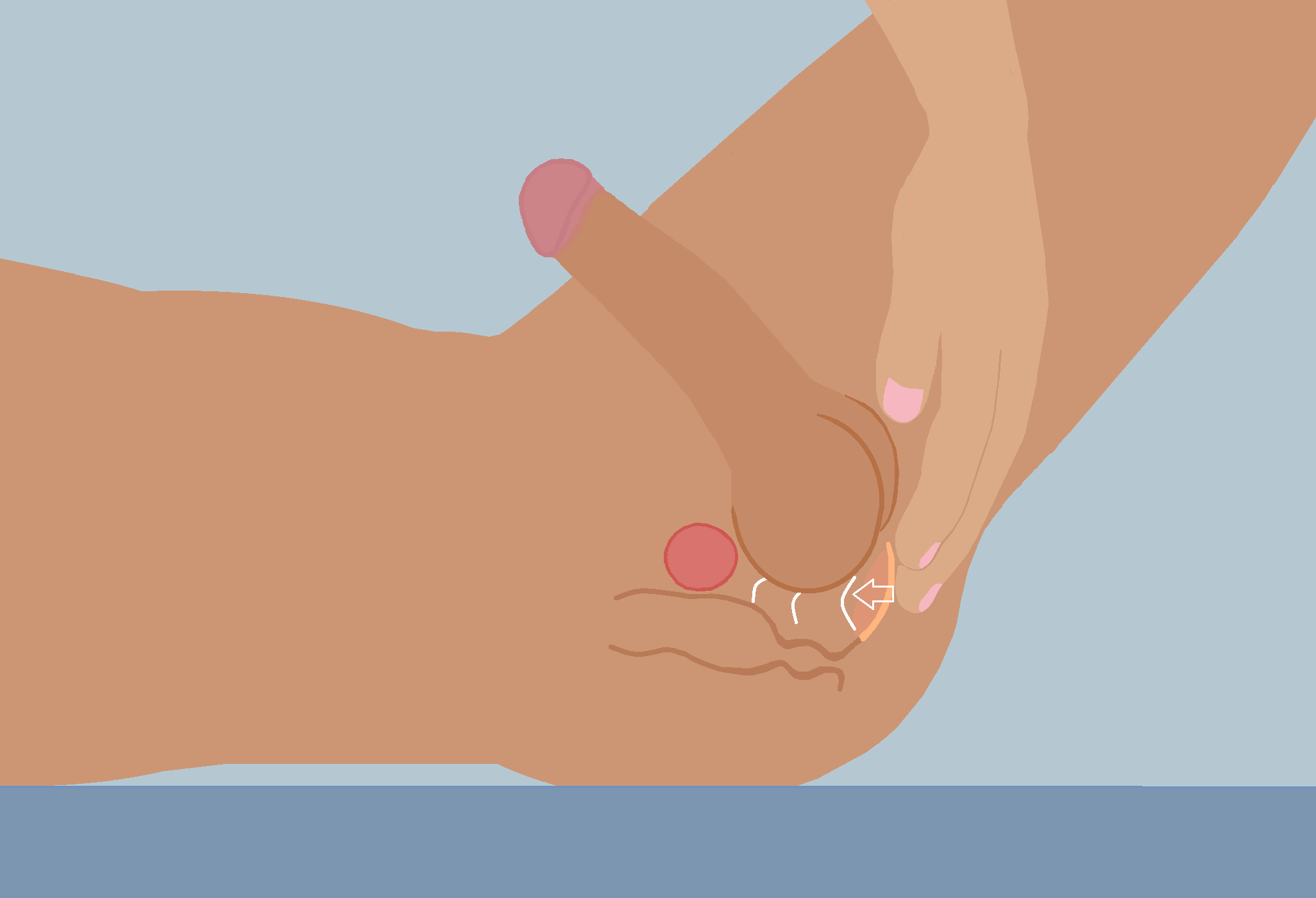
Äußere Stimulation durch Druckausübung auf das Perineum
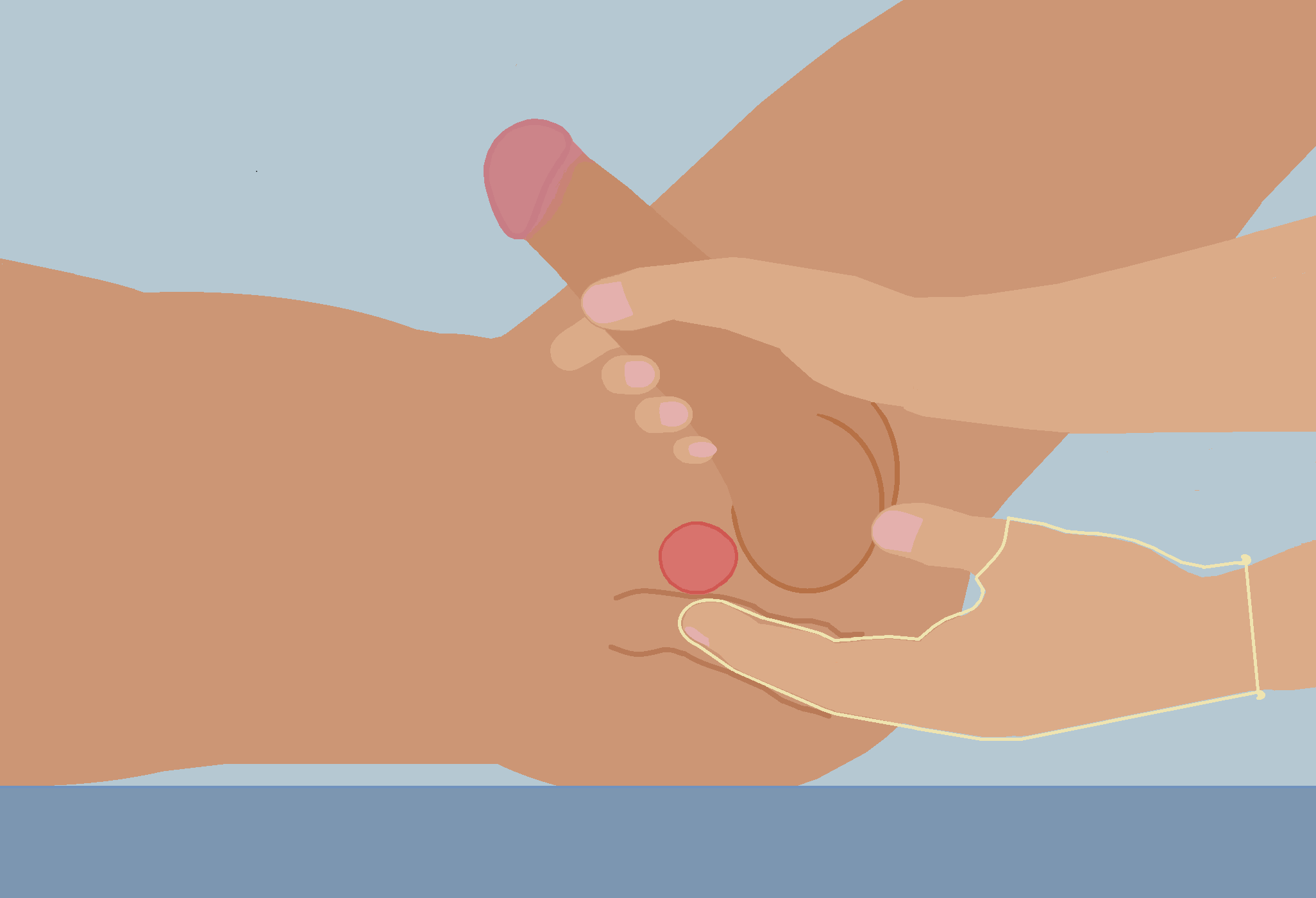
Innere, direkte Stimulation der Prostata

## Anwendung in der Medizin
Die Prostatastimulation wird in der Medizin bei Verdacht auf eine chronische Prostatitis (Prostataentzündung) angewendet, um die Bakterien im Prostatasekret mittels einer Bakterienkultur nachweisen zu können; bei akuter Entzündung ist die Massage wegen der Gefahr einer Bakteriämie kontraindiziert.

## Anwendung als sexuelle Praktik
Sowohl die Prostata beim Mann als auch die G-Zone (inklusive des sogenannten G-Punkts) bei der Frau entstehen aus dem gleichen embryonalen Gewebe und befinden sich an einer vergleichbaren anatomischen Stelle im Körper. Während der Embryonalentwicklung differenziert sich dieses Gewebe beim Mann zur Prostata und bei der Frau zu den Skene-Drüsen, die Teil der G-Zone sind. Beide Bereiche sind stark von Nerven durchzogen und reagieren empfindlich auf Stimulation. Daher wird die Prostata oft als männliches Pendant zum G-Punkt der Frau bezeichnet, gelegentlich auch als „P-Punkt“. Viele Männer empfinden es als sexuell erregend, wenn außer auf den Penis zusätzlich, oder stattdessen, auf die Prostata Berührungsreize ausgeübt werden.

### Dammmassage
Streichen mit Druck und sanftes rhythmisches Drücken auf den Damm bewirken eine Druckübertragung in die darunter liegenden Gewebe bis zur Prostata. Eine Dammmassage kann sexuelle Erregung auslösen oder diese verstärken.

### Innere Prostatamassage

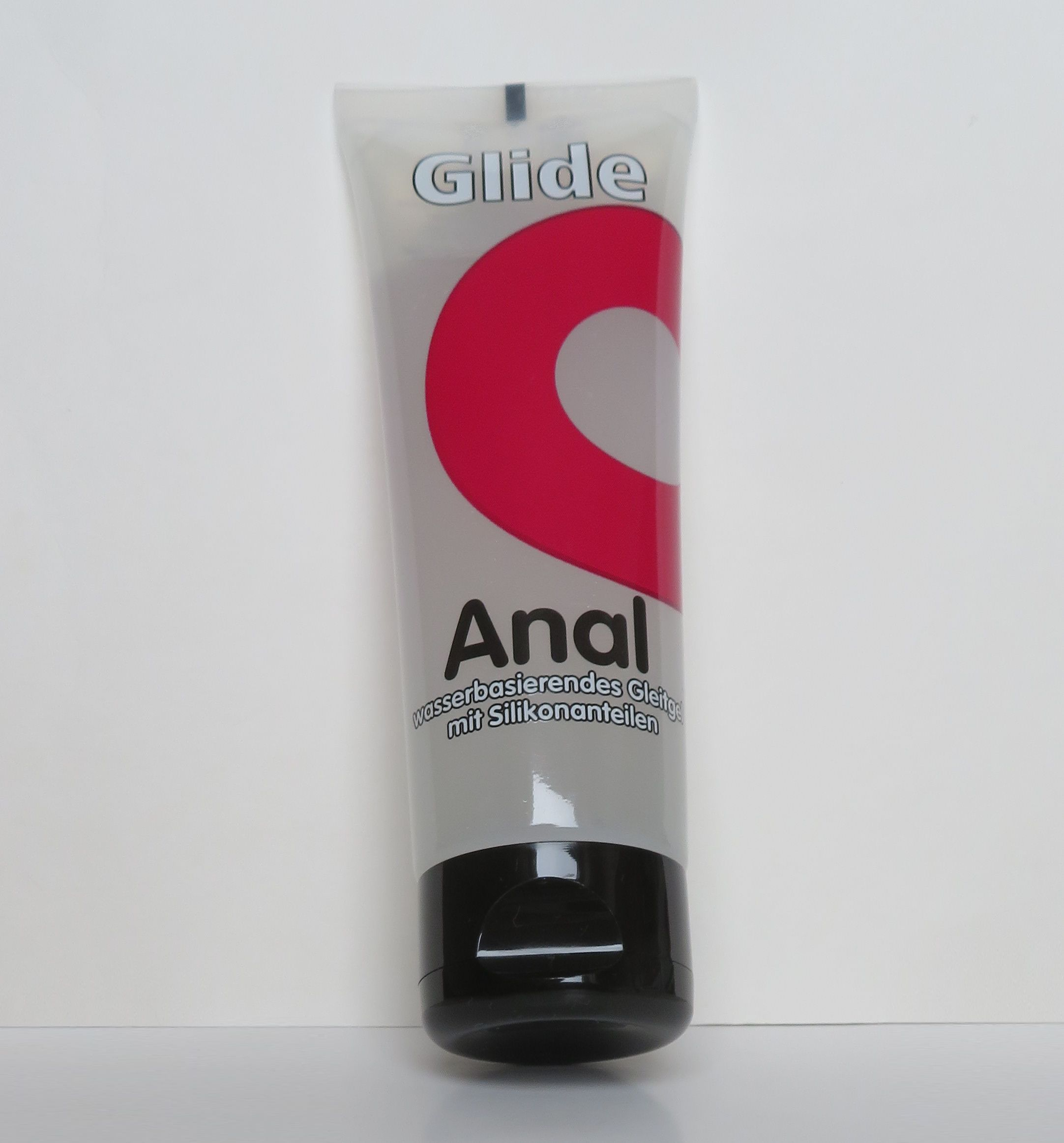
Gleitmittel für Prostatamassage

Bei intensiver innerer Stimulation kann ein Orgasmus ausgelöst werden, auch ohne dass der Penis selbst stimuliert wird. Dieses kann durch Einführen eines mit einem Einmalhandschuh aus Latex geschützten und mit Gleitgel bestrichenen Fingers in den Anus und den unteren Enddarm eines Mannes in Rückenlage geschehen, worin nach behutsamem Durchdringen der beiden Schließmuskeln bauchwärts mit der Fingerkuppe die Prostata gefühlt und massiert werden kann. Je nach Dauer und Intensität kann eine geringe bis große Menge an Prostatasekret, welches auch Bestandteil des Spermas ist, langsam fließend durch den Penis ausgeschieden werden. Es ist möglich, dass der Mann allein durch eine solche Prostatamassage auch einen Samenerguss hat.
Im Rahmen einer Tantramassage für den Mann kann auch eine Prostatamassage (mit gleichzeitiger Stimulation des Penis) vereinbart werden, die ein intensives Orgasmuserleben auslöst, mit anschließender tiefer Entspannung. Diese Technik findet auch privat bei manchen Paaren Anwendung.
Im Rahmen verschiedener BDSM-Praktiken wird das sogenannte Prostatamelken angewandt. Hierbei kommt unter anderem auch eine erotische Elektrostimulation zum Einsatz. Ein Ziel kann es sein, ohne Stimulation des Penis das Sekret und Sperma des Bottom zu gewinnen, so dass er keinen gefühlten Orgasmus erlebt, und ihn damit einer im Jargon des BDSM sogenannten Keuschhaltung zu unterziehen.

## Anwendung in der Spermagewinnung
Zur Gewinnung von Sperma von großen männlichen Zootieren, im Speziellen von Elefantenbullen, wird die Prostata bis zum Samenerguss rektal massiert. Das derart gewonnene Ejakulat wird entweder gleich vor Ort zur künstlichen Besamung der Elefantenkühe eingesetzt oder als Gefriersperma an andere zoologische Gärten zur dortigen Nachzucht verkauft.